# Roca de la Cassola
La Roca de la Cassola és una formació rocosa del terme actual de Tremp, pertanyent a l'antic municipi ribagorçà d'Espluga de Serra, en el Pallars Jussà.
És a prop de la meitat de la Serra de Sant Gervàs, en el seu vessant meridional, a prop i al sud-est de Llastarri, Es troba en el marge dret del barranc de Miralles, entre el barranc de les Barses (oestI i el de la Llangosta (est).